# سده ۸ (قمری)
| سده‌ها: | سده ۷ - سده ۸ - سده ۹                   |
| دهه‌ها: | ۷۰۰ ۷۱۰ ۷۲۰ ۷۳۰ ۷۴۰ ۷۵۰ ۷۶۰ ۷۷۰ ۷۸۰ ۷۹۰ |

قرن ۸ قمری یا سده هشتم (قمری) در تقویم هجری قمری به فاصله سالهای ۷۰۱ تا ۸۰۰ قمری گفته می‌شود.

## رویدادها
- ایران در دوران ملوک‌الطوایفی پس از ایلخانان

## چهره‌های برجسته
- قاضی عضدالدین ایجی
- پوریای ولی
- جهان خاتون
- حافظ
- خواجوی کرمانی
- سلمان ساوجی
- شرف‌الدین رامی
- شیخ اطعمه
- نعمت‌الله ولی
- عبید زاکانی
- عماد الدین نسیمی
- عماد فقیه کرمانی
- نظام‌الدین محمود قاری
- سید رضا کیا
- حیدر شیرازی
- رکن صاین (ف ۷۶۴ ق)
- جلال عضد شیرازی
- ناصر بخاری
- ملا محمد شیرین مغربی
- سیّد ذوالفقار
- حسن کاشی
- جلال عتیقی
- سید قوام الدین مرعشی ملقب به میربزرگ

## یافته‌ها و نوآوری‌ها
- نگارش وافی بالوفیات به‌دست صلاح‌الدین صفدی